# Kantonsschule Kollegium Schwyz
Die Kantonsschule Kollegium Schwyz (KKS) ist eine öffentliche Mittelschule in Schwyz. Die Schule zählt rund 400 Schülerinnen und Schüler, die von ungefähr 60 Lehrkräften unterrichtet werden. Die Schule wird besonders von Gymnasiasten aus dem inneren Kantonsteil und aus angrenzenden ausserkantonalen Gebieten besucht.

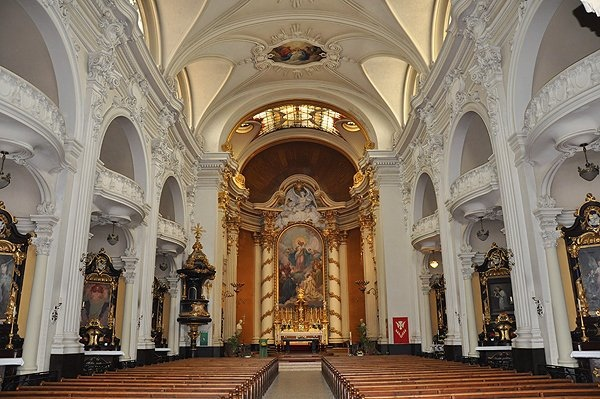
Die neobarocke Kollegiumskirche

## Geschichte
Bis Anfang des 17. Jahrhunderts führte Schwyz selber keine «höhere Schule». Lernwillige Schwyzer, die sich auf eine politische, militärische oder wirtschaftliche Karriere vorbereiten wollen, besuchten beispielsweise die Klosterschule in Einsiedeln. Der 30-jährige Schwyzer Leutepriester Leonhard Zehnder eröffnete 1627 im ehemaligen Kapuziner-Kloster St. Josef im Loo die erste Lateinschule in Schwyz. 170 Jahre später – französische Revolutionstruppen zogen 1797 auch in Schwyz ein – wurde die erfolgreiche, jährlich von durchschnittlich 45 Lateinern besuchte Klosterschule geschlossen.
Im alten Zeughaus auf der Hofmatt wurde 1804 unter der Führung des Klosters Einsiedeln ein neues Gymnasium eröffnet. Als die Schülerzahl auf 25 sank und ein Konkordatsvertrag mit Einsiedeln vom Volk abgelehnt wurde, erhielten die Jesuiten den Auftrag, in Schwyz eine neue christliche Lehranstalt aufzubauen, vorläufig aber das Hofmatt-Gymnasium weiterzuführen.

### Kollegium Maria Hilf
1836 wurden die Jesuiten zur Gründung eines Kollegiums nach Schwyz berufen. Im Schulhaus auf der Hofmatt richteten sie ihre erste Lehranstalt ein; sie selber wohnten bis 1844 im Klösterlein im Loo. Am 25. Juli 1841 wurde auf der Hintern Feldlimatte, dem heutigen Standort, der Grundstein für das neue Jesuitenkollegium und zur Kollegiumskirche gelegt. 1844 eröffnete das Gymnasium. Im November 1847 flohen die Jesuiten, als das Kollegium geplündert und die Kirche verwüstet wurde. Von diesem Zeitpunkt an stand das Gebäude leer bis zum Jahr 1856, als Pater Theodosius Florentini wieder eine Lehranstalt einrichtete. 
Am 3. April 1910 brannte das Kollegium fast vollständig nieder. Der Bau wurde auf den bisherigen Grundmauern wieder aufgerichtet, nach den Plänen von Eduard Davinet. Die neue Kirche «Maria Hilf» hat sieben Altäre.
Von 1856 bis 1972 unterstand die Schule als katholisches Kollegium Maria Hilf dem Bistum Chur. Danach ging die im Volksmund «Kollegi» genannte Institution in den Besitz des Kantons über, der noch bis 2001 ein traInternat weiterführte. Etwa die Hälfte des Kollegigebäudes, das im Zentrum eine Kirche mit Kuppel besitzt, beherbergt mittlerweile Räumlichkeiten der Kantonsverwaltung.

## Leitung
Die KKS wird von Rektor Nicolas Disch (Stand: August 2023) und mehreren Prorektoren geführt.
Frühere Rektoren:
- 1972–1995: Franz Allemann (1927–1997), erster Rektor nach der Übernahme durch den Kanton[3]
- 1995–2003: René Oechslin (1955–2007)
- 2003–2013: Erhard Jordi[4]
- 2013–2023: Lisa Oetiker-Grossmann

Aktuelle oder frühere Prorektoren:
- Michael Schlüssel
- Urs Knaack

## Fächer

### Schwerpunktfächer
An der KKS werden folgende Schwerpunktfächer ab dem zweiten Schuljahr unterrichtet:
- Latein
- Musik
- Physik und Anwendung der Mathematik
- Biologie und Chemie
- Wirtschaft und Recht
- Spanisch

### Ergänzungsfächer
An der KKS werden folgende Ergänzungsfächer ab der vierten Klasse angeboten:
- Anwendung der Mathematik
- Bildnerisches Gestalten
- Biologie
- Chemie
- Geographie
- Geschichte
- Informatik
- Philosophie
- Physik
- Psychologie und Pädagogik
- Sport
- Wirtschaft und Recht

Bei den EF werden pro Schuljahr die vier meistgewählten geführt. In der Periode 2016/2017 waren es Informatik, Biologie, Geschichte sowie Psychologie und Pädagogik.

### Freikurse
Nebst den obligatorischen Schulfächern sind auch Freikurse belegbar, welche im Fremdsprachen- oder Sportbereich angesiedelt sind, wie zum Beispiel Italienisch oder Spanisch. An der KKS hat man die Möglichkeit folgende Sprachzertifikate abzulegen: DELF, PET, FCE oder CAE.

## Umbau

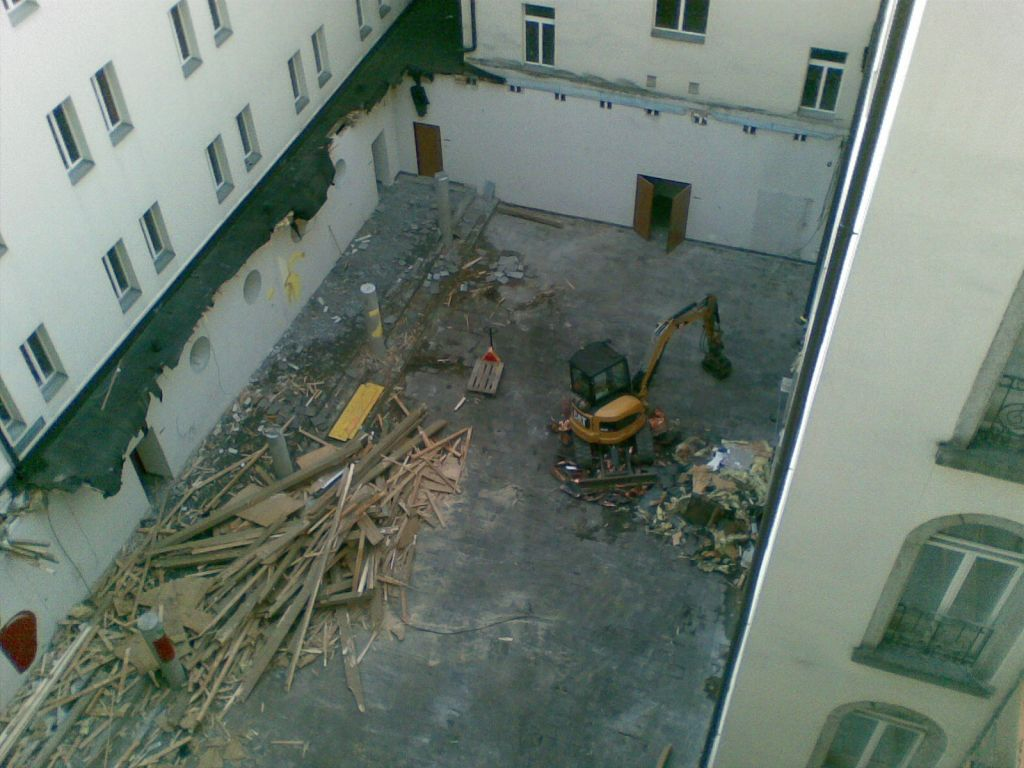
Das Foyer West der KKS während des Umbaus

Die Räume und Infrastrukturanlagen der Kantonsschule Kollegium Schwyz wurden einer umfassenden Sanierung unterzogen. Unzweckmässige Raumgrössen und eine ungenügende Raumorganisation aus der Zeit des Schulbetriebes mit Internat wurden durch eine neue Raumkonzeption behoben. Weiter wurde die Mensa erweitert. Der Umbau erfolgte in zwei Etappen:
- Sommer 2008 bis Sommer 2009: Sanierung des Nordtraktes
- Sommer 2009 bis Winter 2010: Sanierung des West- und des Südtraktes.

Vom Umbau nicht betroffen waren das immer noch zur Kantonsschule gezählte Foyer Ost, das zwar als Eingangsbereich der Kantonalen Verwaltung gilt, und die Aula. Seit Beginn des Schuljahres 2011/2012 ist der Umbau vollständig abgeschlossen. Der Unterricht wird in den grossen, hellen und mit neuer Technik ausgerüsteten Räumlichkeiten erteilt.

## Trivia
- Jährlich finden eine Volleyball-Nacht und das Kollegi-Fest statt, welche von den Schülern selbst gestaltet werden können.
- Im Schuljahr selbst gibt es besondere Projekte:
  - So findet eine Projektwoche vor den Herbstferien statt. Die ersten Klassen absolvieren eine Sport- und Gesundheitswoche, während die Zweitklässler zwischen einer Technik- und einer Wirtschaftswoche entscheiden können. Die Schüler der dritten Klassen führen einen Austausch mit Klassen aus Morges, Hamburg und Vaasa durch, während die Schüler der vierten Klasse Zeit für ihre Maturaarbeit haben.
  - Anfang November steht eine Blockwoche auf dem Programm, bei der gewisse Schulfächer zu einem bestimmten Thema unterrichtet werden, so zum Beispiel für die Zweitklässler das Schreiben einer wissenschaftlichen Arbeit.
- Das Kollegiumsgebäude wurde bereits zweimal vom Feuerteufel heimgesucht:
  - Am 3. April 1910 fiel fast das gesamte Schulgelände dem Brand zum Opfer – nur ein Jahr später war das Gebäude wieder aufgebaut, maßgeblich beeinflusst durch den damaligen Vertreter der Bauherrschaft Josef Scheuber.
  - Während der letzten Umbauphasen zur Kantonsschule (1972 übernahm der Kanton die Trägerschaft) im Jahre 1979 brach während des Elternbesuchstages in den Nord- und Westflügeln abermals ein Feuer aus. Der Schaden belief sich auf rund 5 Millionen Schweizer Franken. Die Renovation wurde allerdings nicht stark davon beeinflusst.
- Auch werden an der KKS ausserschulische Aktivitäten unterhalten. Nebst Instrumentalunterricht auch Streichorchester, Studentenmusik und Gesangsensemble. Die traditionellen und im 21. Jahrhundert wieder eingeführten Theateraktivitäten wurden per Saison 2008/2009 in einen eigenständigen Verein ausgegliedert.
- Zum ersten Mal wurden 1977 Frauen in die Schule zugelassen. Das in der südlichen Nachbargemeinde Ingenbohl gelegene Theresianum Ingenbohl lässt heute noch in ihren Studiengängen (mit Ausnahme der Fachmittelschule) ausschliesslich weibliche Personen zu.
- Die KKS verfügt über zwei Bushaltestellen, die beide von Ortsbuslinien der AAGS bedient werden: Die Haltestelle „Lärchenweg/Kollegi“ der Linie 30 befindet sich auf die Riedstrasse bei der Turnhalle, die Haltestelle „Kollegi“ der hier endenden Linie 31 befindet sich praktisch vor der Haustür der Schule.
- Die KKS geriet 2008 in die Schlagzeilen, als die ETH Zürich ein Ranking der Mittelschulen veröffentlichte, wobei der Kanton Schwyz schlecht abschnitt.[5]